# 熱気球

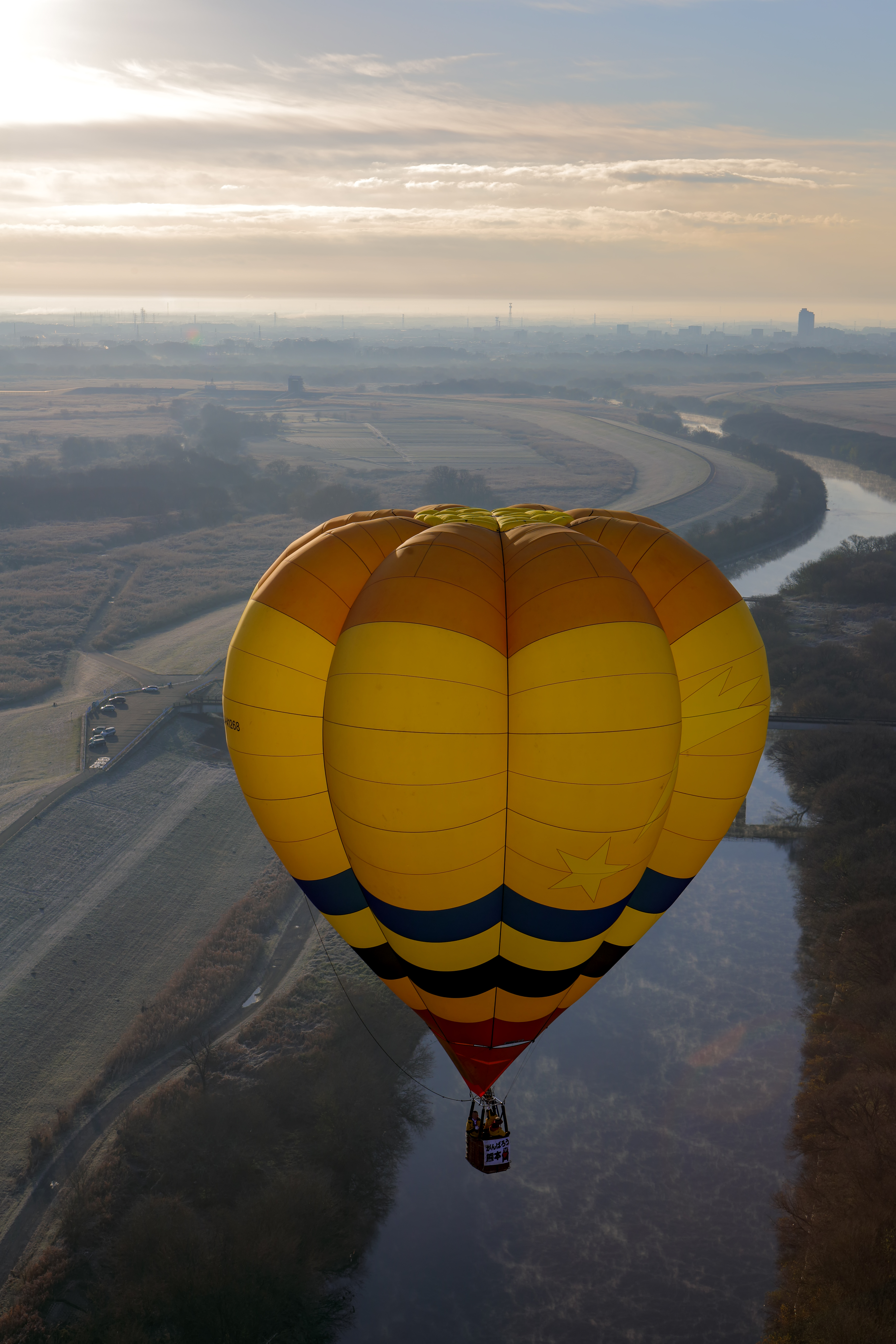
熱気球

熱気球（ねつききゅう、英語: hot air balloon, フランス語: Montgolfière）とは、気球の一種で、気密性の袋の中に下方から熱した空気を送りこみ、その浮力で浮揚して飛行するもの。

## 概要
熱気球は、球皮（エンベロープ）と呼ばれる袋の中の空気を下部に取り付けたバーナー等で熱し、外気と比べて比重が軽くなることで生じる浮力で浮揚する。乗員は通常、球皮の下に取り付けられたゴンドラ（バスケット）に乗る。一部ハーネス等でパラグライダーのように吊った状態で飛行するものもある。
バーナーの火力の調整による上昇・下降のみが可能であり、水平方向の移動は基本的には「風まかせ」である。飛行船のような自前の推進力で水平方向の進行方向を選ぶことは基本的にはできない。だが、風の向きと強さは高度によって異なるため、進みたい方向の風を想定し（ある程度熟練したパイロットは、飛行区域における高度別の風向などは、季節・時間帯による定常風、および飛行前のブリーフィング等で提示された天候等から、把握している）それに乗るべく高度を調節することで、どの方角に進むかある程度選ぶこともできる。熱気球の上部（クラウンと呼ばれることが多い）には球皮内の空気を抜くための弁がある。弁には各種構造があるが、一般的なものではパラシュートと呼ばれる円形に縫製された布によって内圧で塞がれている。排気を行う場合は排気弁、通常リップラインと呼ばれる紐を引く事によってパラシュートを引き下げ、排気する。排気弁には本来大きく分けて2種類の名称がある。ダンプとリップである。ダンプは上空で飛行中使用することを目的とし、リップは最終排気を行うための物である。前述のパラシュート形式の弁の場合、この両方の機能を併せ持っているために操作索はリップラインと呼ばれる。
熱源となるバーナーの燃料はLPGを使用しており、飛行時間にもよるが、一度のフライトで一般家庭が使用する約1～2ヶ月分のLPGを消費する。その他にも特殊フライトをする機体では別の燃料を使用する事例もある。
熱気球の飛行は、その地域を管轄する空港との調整が必要である。航空路や、管制圏等を避けたエリアに対して飛行可能であるエリアや高度が決められる。飛行可能となるエリアはノータムとして申請し、一般の他の航空機に対しても公示される。一部の空港に近接した地域では、離陸前および着陸後に空港へ連絡する必要がある場合もある。

## 歴史

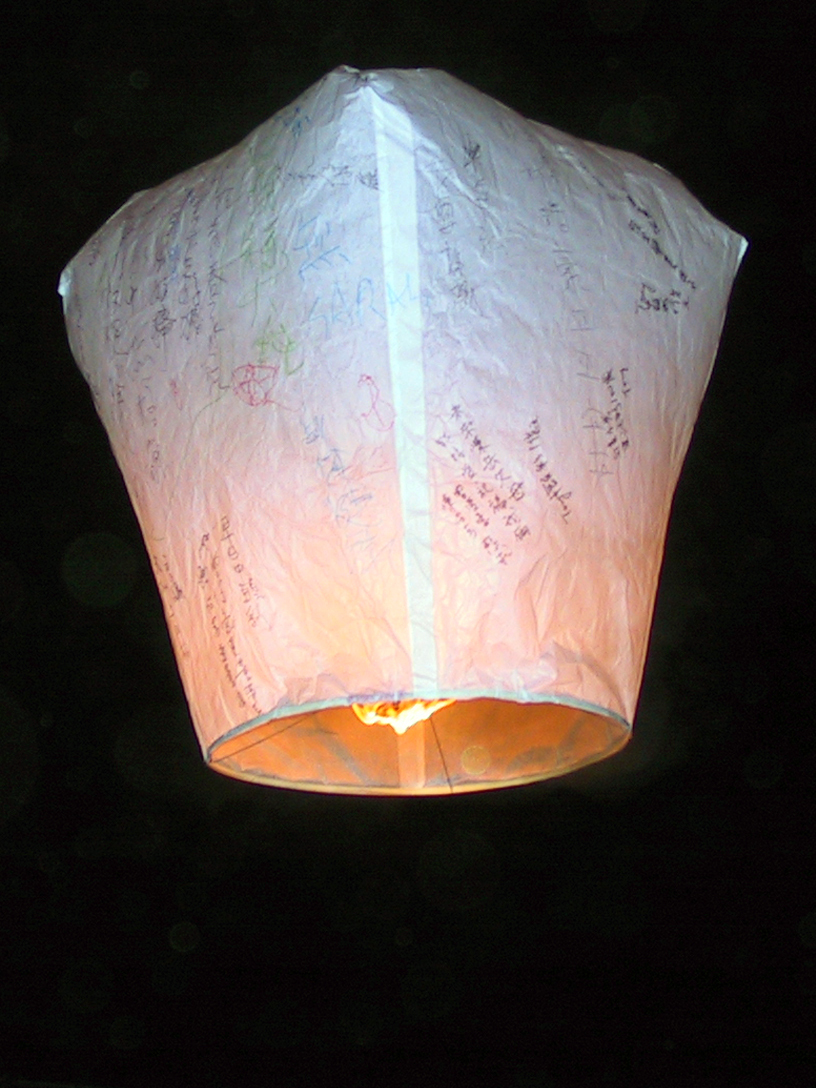
天灯

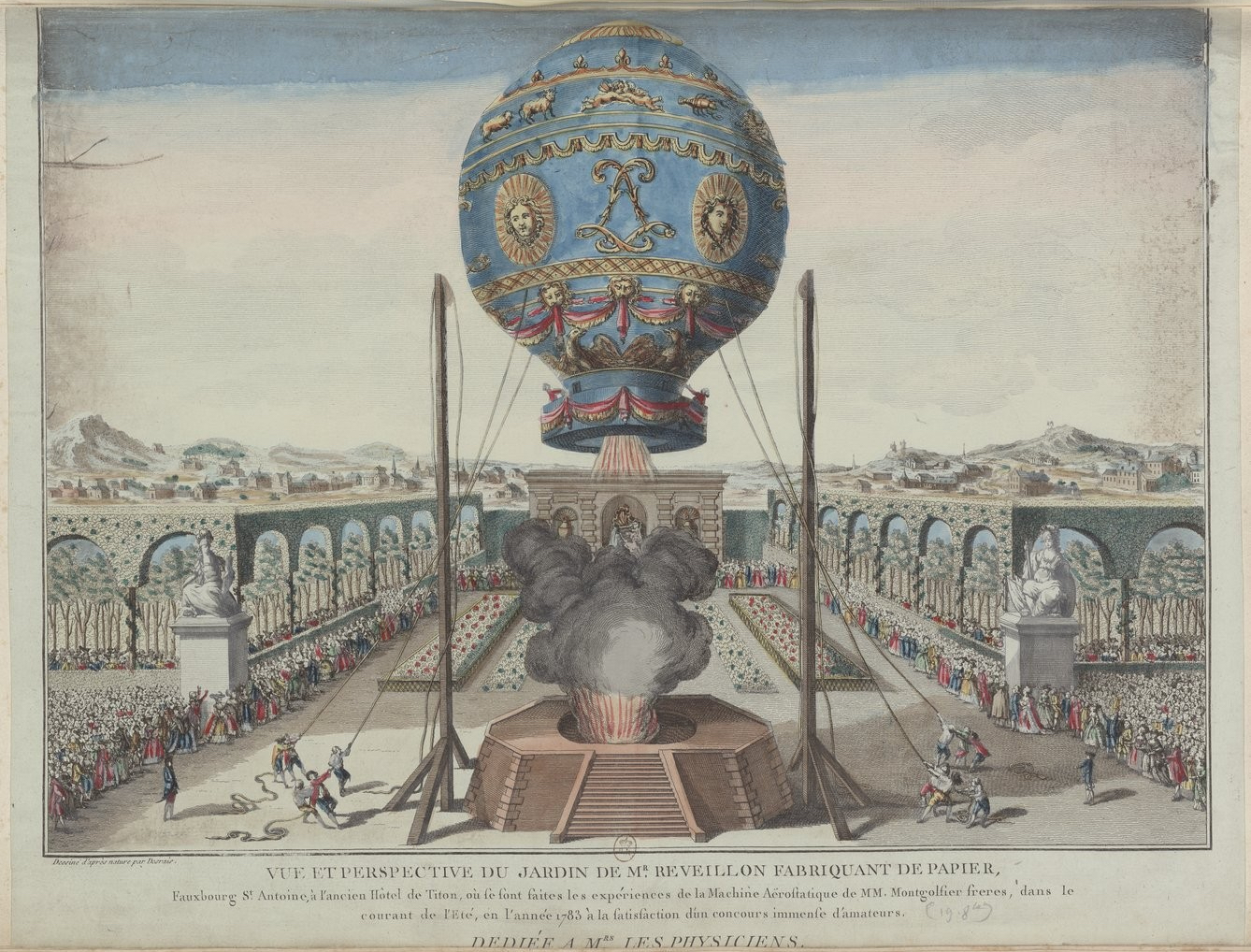
モンゴルフィエ兄弟の実験（1783年）

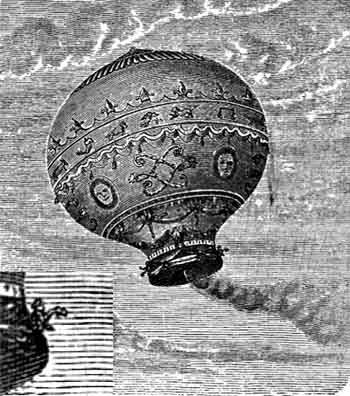
モンゴルフィエの熱気球の飛行の様子

古くは諸葛亮が天灯という熱気球を発明していたという俗説がある。また有人飛行に限らなければポルトガル人バルトロメウ・デ・グスマンがモンゴルフィエ兄弟よりも早く（1709年に）、熱気球の実用模型を飛ばしていた（この実験は教会から異端として告発され、以降実験は中止されることとなった）が、これらはいずれも小型で、気球というより風船に近い存在であった。
熱気球による初の有人飛行を成功させたのはフランスのモンゴルフィエ兄弟(ジョセフ・ミシェル、ジャック・エティエンヌ)である。二人は煙突から立ち上る煙から、温めた気体を袋に詰め空を飛ぶというアイデアを着想したと言われる。最初は暖炉の煙を紙袋に詰めて実験し、自分たちの理論が正しいことを確かめると、より大きな袋（風船）を作成する。1783年6月5日に無人での飛行に成功。同年9月19日にはベルサイユ宮殿でルイ16世やマリー・アントワネットの前で動物を乗せたデモンストレーション飛行に成功、同年11月21日にピラトール・ド・ロジェとフランソワ・ダルランド侯爵の二人をのせた気球がブローニュの森から飛び立ち90 mの高さで25分間、約8.8 kmを飛行した。発明者たちの名を取ってフランス語などでは「モンゴルフィエール」が熱気球を意味する一般名詞となってもいる。
モンゴルフィエによる有人飛行の10日後にはジャック・シャルルによる水素を詰めたガス気球の有人飛行が成功する。
人類で初めて気球に乗った飛行者のロジェは、翌々年1785年6月15日に自らが考案した熱気球と水素気球を結合した新型気球でドーバー海峡を飛行試験中、水素に引火した爆発で同乗者のジュール・ロマンとともに墜落死し、人類初の気球による死者となった（この新型気球は20世紀に再実用化され、「ロジェ気球（ロジェール）」と呼ばれている）。
気球は一時期ブームとなったものの、風まかせであるため旅客・物資輸送等には適さず冒険家による長距離飛行記録など金持ちの趣味の域を超える物ではなかった。また、空中での火力維持と燃料供給の難しさから、熱気球よりもガス気球が主流となった。
その後、気球は飛行船や飛行機の発明により衰退するが、第二次世界大戦以後スカイスポーツとして復活した。
1959年アメリカでNASAなどとの共同作業でRAVEN社の技術者エドヨーストらによって近代的熱気球が作られ飛行が行われた。近代的熱気球とはナイロンなどの化学繊維を球皮（エンベロープ）とし、プロパンガスを燃料として飛行する物を指す。この飛行の成功から数年後、初のスポーツ用熱気球がRAVEN社によって市場に販売開始される。その後イギリス、フランスなどにも気球メーカーが出来る。ガス気球の世界で名が知られたピカールも一時期熱気球を製造していた。
日本で、日本人による最初の有人飛行を熱気球で行なったのは、京都大学、立命館大学を中心とする京都の学生達からなるイカロス昇天グループと北海道大学の探検部が協同して作成した熱気球である。この熱気球には初飛行時には名前がついておらず、取材に来たテレビ会社の記者が呼んだ“空坊主”という仮の名前が使われていた。初飛行は1969年に北海道の羊蹄山を望む真狩村において行われた。熱気球の分担内容はイカロス昇天グループが球皮とゴンドラを、北大探検部熱気球班がバーナーを、それぞれ独自に作成し一つの熱気球として完成させている。なおこの熱気球の球皮の形の決定には京大生の嶋本伸雄が電子計算機を用いて精密な形状の決定を行った。飛行時の仮名“空坊主”はのちにイカロス昇天グループによりイカロス5号と改められたので、現在はイカロス5号が正式名称とされている。なお初飛行も担当したイカロス昇天グループの梅棹エリオは、文化人類学者である梅棹忠夫の息子にあたる。これ以降も北大探検部アフリカ班、未知の会、慶大探検部、広大熱気球部など次々と熱気球活動を行う団体が設立され、スカイスポーツとしての熱気球競技が盛んになって行く。
2014年にはブラジルで開催された熱気球世界選手権で藤田雄大選手が日本人として初優勝した。
日本の熱気球の活動はイカロス5号に触発され、大学探検部などによる自作した気球により飛行する活動から始まった。多くの大学にクラブが創立され気球を製作しフライトを行った。飛行するためには試行錯誤と長い製作時間を要した。
その後欧米の気球メーカー製の機体が輸入される様になり、一般化する。大学クラブの衰退もあり、現在では自作気球はほとんど作られず、ほとんどの熱気球がメーカー製である。
アメリカ同時多発テロ事件以降、航空機である気球製造に係わるメーカー側が掛ける生産物賠償責任保険と、ユーザーが掛ける賠償責任保険が数倍に高騰し、気球活動そのものがとても大きく影響を受けていて、気球メーカーの販売額はテロ以前の25%以下にまで落ち込み撤退するメーカーが出ている。

## 構造と装備
熱気球は、大きく分類して「球皮」（熱気を蓄えるための袋）と呼ばれる部分と、乗員が搭乗し、燃料を搭載し熱源となるバーナーなどが搭載された「下回り」と呼ばれる部分によって構成される。球皮部分と下回りは、3 mmから5 mmのステンレスやケブラー繊維のサスペンションケーブルで接続される。下回りは、ゴンドラ、リジットポール、バーナー、ロードフレーム、シリンダー（LPGタンク）、計器などから構成される。

### 球皮（エンベロープ）

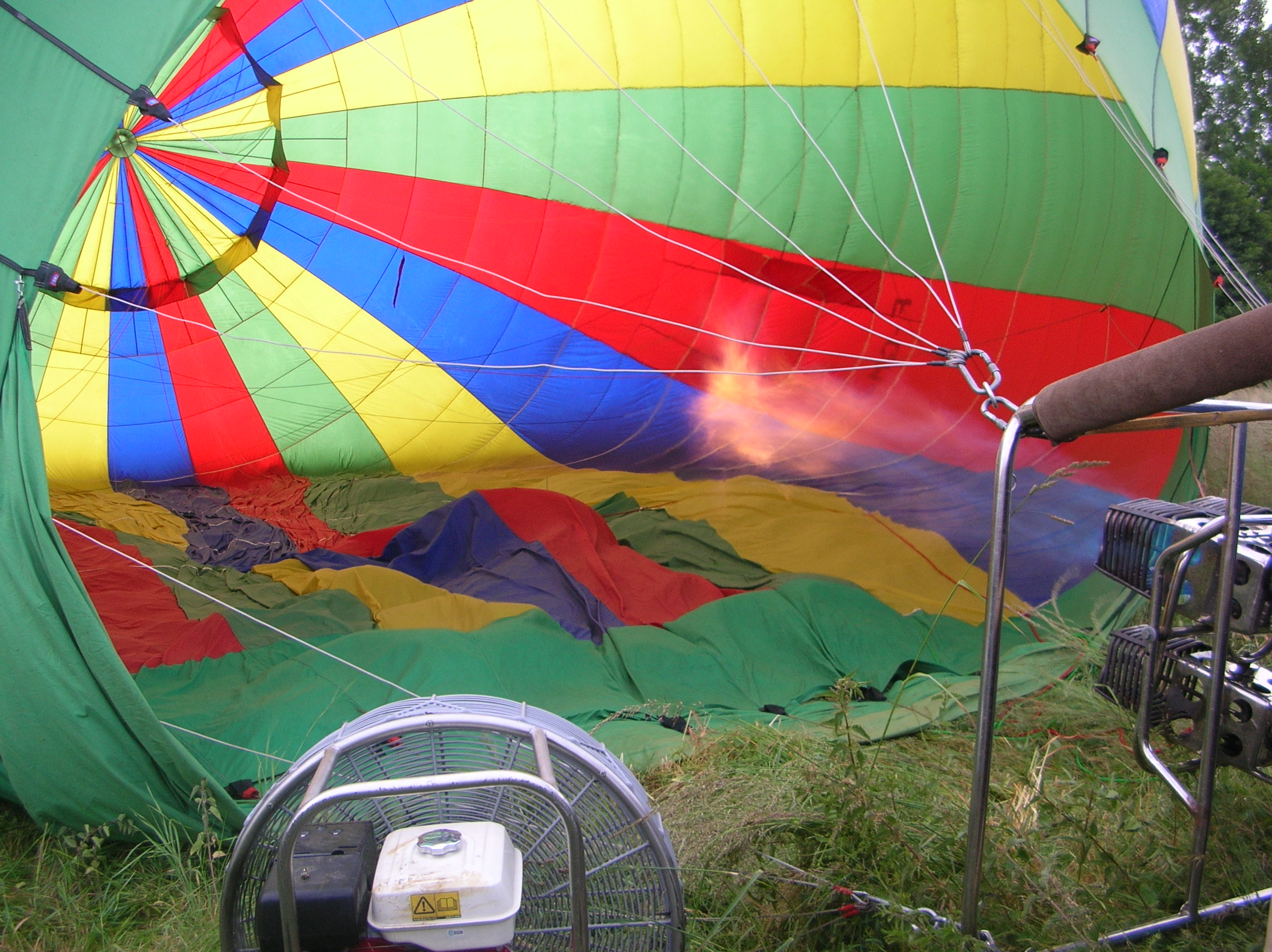
バーナー(右)と膨らまされる球皮

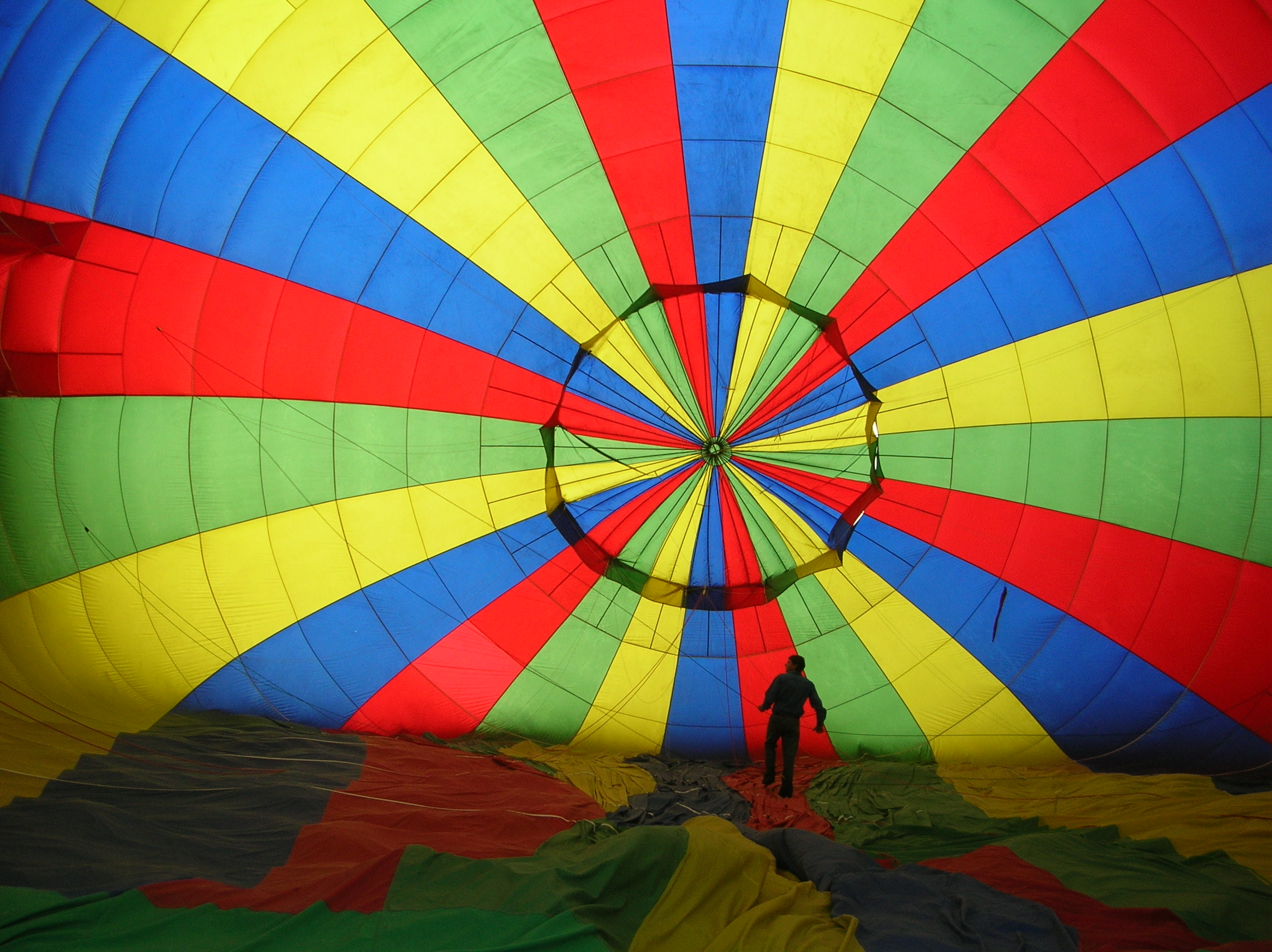
球皮の内部、中心にみえる円形部分（パラシュート）の開閉による熱気の大気開放とバーナーによる球皮内の空気加熱によって、気球の高度を調整する。

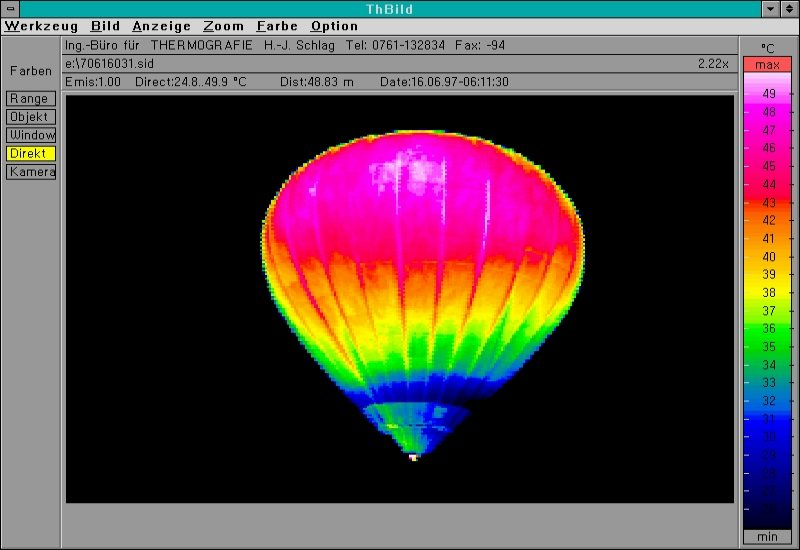
サーモグラフィーによる熱分布画像

飛行状態の熱気球において最も巨大な部分。収納時は全ての空気が抜かれ、ゴンドラに収まるくらいにコンパクトになる。材質は主にポリウレタン気密コーティングされたナイロンやポリエステルで出来ており、荷重を受ける部分はナイロンやポリエステル製のロードテープにより補強されている。これらは主にポリエステル等の糸で縫製されている。耐熱性を要する場所はノーメックス等の糸で縫製される。
また、バーナーの近く（開口部周辺）は耐熱性を高めるためにアラミド繊維のノーメックスやコーネックス、ノボロイド繊維のカイノールなどで耐熱性を高めた物もある。飛行するごとに気密コーティングや素材の強度が劣化していく。素材により異なるが通算約200～600時間、飛行することができる。
形状、大きさ、配色は、用途や購入者の趣向によって多種多様である。シェイプ気球と呼ばれる物をかたどった特殊な気球も存在する。

### バーナー

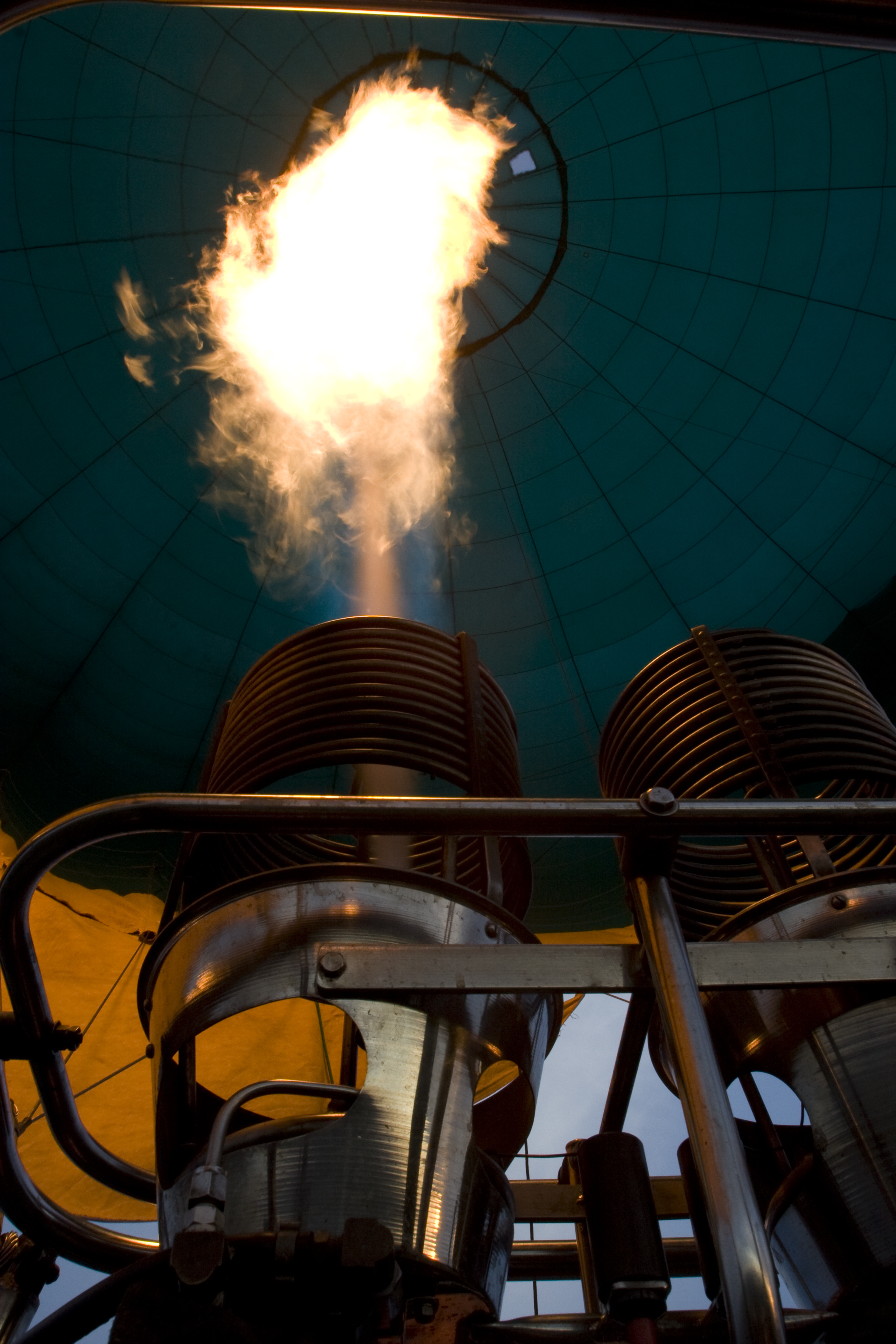
熱気球のバーナー

球皮内に熱気を入れるための器具。近代的熱気球のバーナーはバーナーに備えた熱交換コイルで液体プロパンを加熱し、一気に蒸気に変えて爆発的に燃焼させ高い出力を得られるような構造を採用している。家庭用コンロのように気化されたガスを直接使用するものではない。燃焼時には大きな音と共に大きな炎が放出される。基本的にバーナーには2系統のシステムがあり、1系統が上空で故障しても安全に飛行できるように設計されている。
バーナーの出力は、近代的熱気球が出てきてから徐々に増加する傾向であったが、20世紀終わりには十分な出力が得られるようになり、その技術変革は気化ガスを使用していたパイロットバルブを液体からの物に変更することや、低ノイズのシステムを模索し、更に人間工学的操作性の追求へと至っている。
初期には燃焼によって大きな爆発的騒音が発せられるバーナーが多かったが、地上の動物や人への騒音問題で徐々に低騒音化されるようになった。現在では空気との混合方法を改良した様々なノズルがメーカーから販売されており、以前に比べ低騒音の物になっている。これらが普及するまでは、バックアップシステムでもあった、液体を直接放出し着火するシステムが、低騒音化を行うために使用されることもあった。
初期のヨーロッパ系システムはガス気球からの発想で、バーナーとゴンドラとの間をワイヤーのみで接続していた。そのためバーナーが着陸時の衝撃により落下する危険性があり、搭乗者にヘルメットの着用が求められていた。しかし現在では、ロードフレームとナイロン樹脂やポリカーボネート製のリジッドポールによってバーナーが支えられているため、バーナー部分が搭乗者の上に落ちてくることはなくなりヘルメットを着用するかどうかは任意となっている。アメリカ系のシステムではバスケットとバーナーはアップライトと呼ばれるアルミや籐などで作られた上部構造で支えられる物が近代熱気球初期から使用されている。

### シリンダー（タンク）

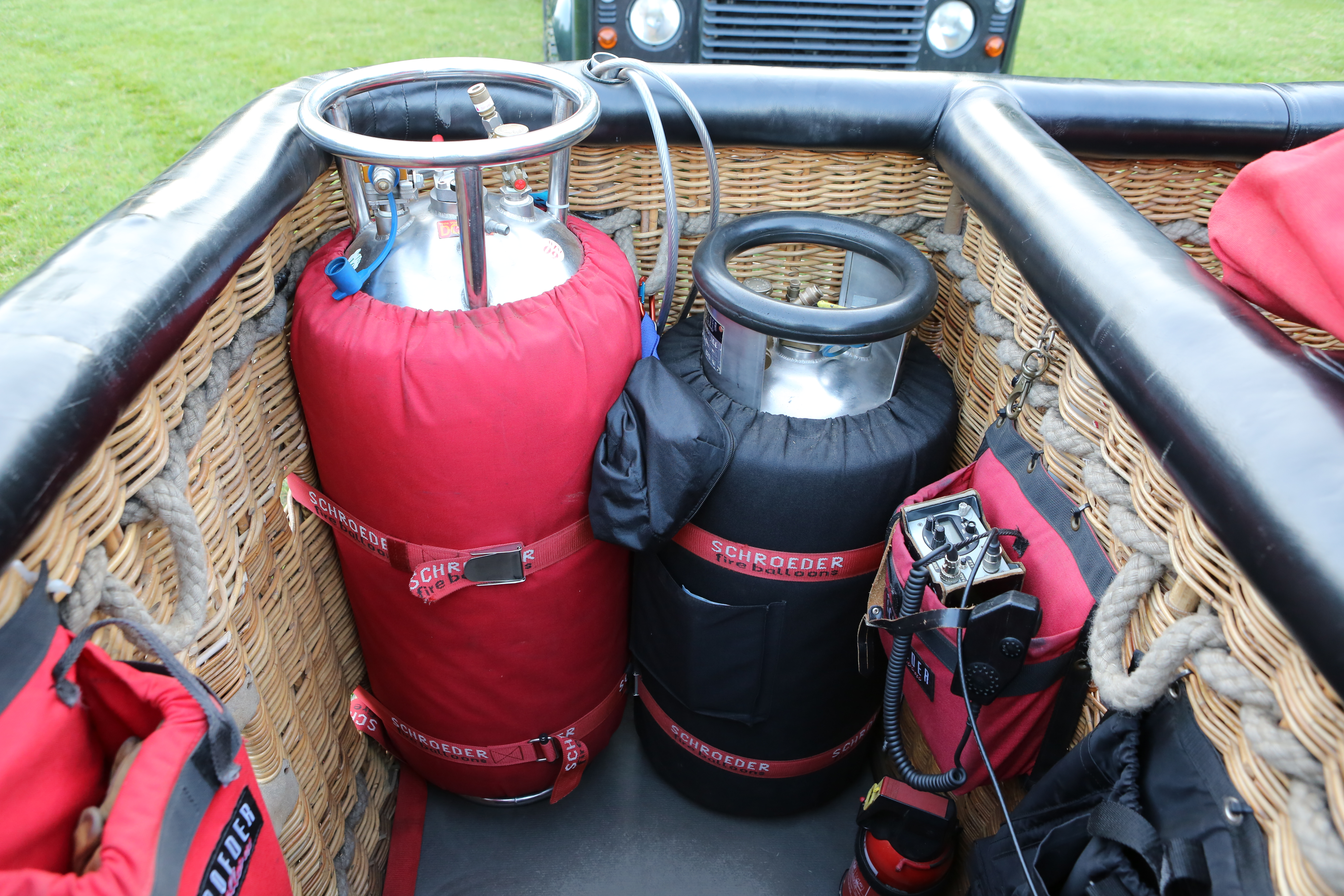
シリンダー

一般家庭で使用されるLPGボンベとほぼ同等のものであり、燃料容器、形状からシリンダーと気球界では呼ばれることが多い。一般的な熱気球用のシリンダーには気体供給用と液体供給用のバルブ2つと、残量計がついている。日本国内で使用される熱気球では容量20 kgのアルミ製ものが多く使用されている。欧米では強度や耐熱性でより安全性の高いステンレスが主流となっており、容量は30 kgのものが一般的である。実験的にカーボンや、チタンの燃料容器が作られたこともあるが普及はしていない。
熱気球に使用される燃料は液化石油ガスの中でプロパンが主に使われる。市場にはプロパンとブタンが流通しているが、常温での蒸気圧が高いプロパンが使用しやすいためである。国によってはブタン混合燃料も使われるが、その場合窒素ガスなどで加圧して使用される。

### ゴンドラ（バスケット）

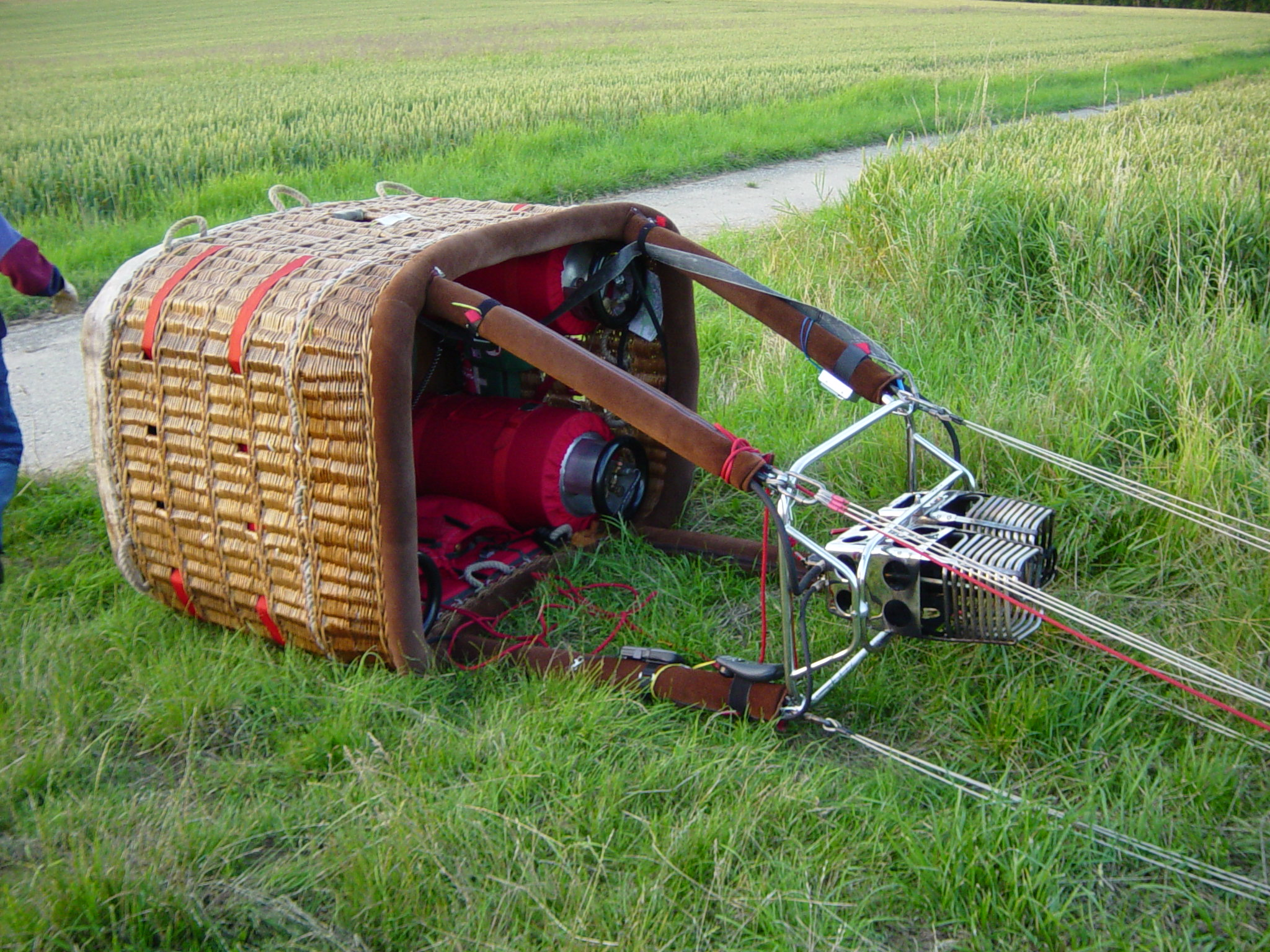
ゴンドラ（横倒し状態）

人が乗り、燃料を搭載する部分である。ゴンドラとバーナーはステンレス製のワイヤーによって接続されたり、アルミやステンレスのロードフレームとリジッドポール及びワイヤーにより接続されたりする。ゴンドラが籐を編んで作られているのでバスケットと呼ばれる事も多い。補強のためにワイヤー、アルミパイプなどが編み込まれていて、ロードフレームを経由して球皮と連結されている。底部は籐で編み込む構造の物とマリングレードのプライウッドなどを使用する物がある。構造の主体に籐素材を使用するのは、フレキシブルな構造なので着陸時の衝撃を吸収できるためである。バスケットの上部ヘリなどは乗員に優しいようにパットや皮素材などで保護されている場合が多い。
そのサイズは平面で1 m四方程度から2 m × 3 mぐらいの大きな物など、搭乗人員にあわせて様々なサイズがあるが、3人ぐらい搭乗するものは1 m × 1.2 mぐらいのサイズのものが多い。四角い物が多いが、三角形のバスケットを製造するメーカーもある。
一人乗りの小さな機体ではハーネスで乗員や機材を吊っただけの物もある。
また、特殊な飛行で高々度または長距離に及ぶ場合、FRP製などのカプセルがゴンドラとして使われる場合もある。

### 計器
熱気球に通常搭載される飛行計器は高度計、昇降計、温度計が組み込まれたものである。高度計は現在の高度を示すための器具。昇降計は気球が上昇しているか下降しているかを示し、その速度を表示する。温度計は気球の上部に付けられたセンサーの温度をケーブルもしくはトランスミッターで計器に伝えて表示される。
構造的には旧来のアナログ方式の物はアネロイド気圧計と同等で、主として長針、短針とで表示される型式の物がつかわれる。最近では感圧センサーとコンピューターを組み込んだデジタル構造で温度計トランスミッターを搭載した物が主流である。フライトの記録をデジタルで記憶させられる物など高機能化が進んでいる。またGPSと連動してフライト記録を残せるバログラフ的な機能を持った器機も存在している。

### 携帯型GPS
最近では、携帯型GPSが搭載されることが多くなっている。風に乗って飛行するため、正確な対地速度、飛行方向等を表示させられるGPSは高度計などに続く重要な計器となっている。特に、熱気球競技においては必需品となっており、飛行航跡を大会側が管理するためにロガーとしての搭載が強制となっている競技もある。さらに、GPSとパソコンを接続することによって、飛行航跡、高度、時間等のログを管理することができるソフトウェアも活用されている。ガーミン製のものが多く使用されている。

### 無線機
飛行中はもちろんのこと、特に着陸前および着陸時は地上のクルーに回収を手伝ってもらうため、無線機による機内のパイロットと地上クルーとの交信は不可欠である（着陸地点の伝達など）。

### インフレーター
気球をふくらませる作業を行うとき最初に冷風を送り込むガソリンエンジンで稼働する送風機。エンジンは5hp～8hp程度の物が一般的、プロペラは24インチ～27インチ程度の物が多い。プロペラの素材は木材やアルミのキャストの物などがある。

### チェイスカー
飛行する気球を追いかけ、飛行中地上からのサポートや着陸後の回収作業などにあたるクルーが乗り込み移動するための自動車で、回収した気球の運搬も行うことがある。積載容積の大きいバン、小型トラック、ピックアップなどが使用される。国内では荷室容量や定員の観点からトヨタ・ハイエースや日産・キャラバンが多く使用されている。

## 資格
日本国内で熱気球を操縦するためには、日本気球連盟が発行するパイロット資格が求められている。しかし日本の航空法ではハンググライダーやパラグライダーと同様に、熱気球も航空機として分類されていないので国家資格は存在せず、法律上の免許制ではない。
しかし欧米では、気球および熱気球は通常は航空機のカテゴリーに分類されており各国の国が発行するライセンスが必要になる（機体に航空無線機を装置する事およびパイロットか同乗者に航空無線資格が求められる）。なお、パイロット以外の搭乗者には特に資格は必要ない。

### 熱気球操縦技能証明認定制度（パイロット）
熱気球の操縦を行うための、いわゆる熱気球のパイロット資格である。取得するためには以下の条件が必要。
- 満18歳以上であること
- 日本気球連盟の正会員であること
- Pu/t（Pilot under Training:パイロット練習生）講習会を受講すること
- 適性試験（健康診断）項目に適合していること
- インストラクター同乗による訓練飛行を10回かつ10時間以上行うこと
- インストラクター同乗による対地高度2000ft以上を飛行すること
- インストラクター地上待機による、単独訓練飛行（ソロフライト）を行うこと
- 筆記試験に合格すること
- インストラクターの推薦を受け、イグザミナー（熱気球試験官）同乗による実技試験に合格すること

### 熱気球指導操縦士（インストラクター）
パイロット指導を行うための資格である。取得するためには以下の条件が必要。
- 日本気球連盟の会員であること
- 満20歳以上であること
- 熱気球操縦士技能証を保持して一年以上であること
- 機長として50時間以上のフライトを行うこと
- 1時間以上のフライトを2回行うこと
- 15分以上のソロフライトを2回行うこと
- インストラクター2名の推薦があること
- 過去一年以内に、機長として飛行していること
- 過去二年以内に、指導者講習会を受講していること
- パイロットログブック、トレーニングログブック、機体ログブックの意味を正しく理解し、これらを正しく作成、保管していること
- 日常、航空法、日本気球連盟の自由安全飛行規定、係留飛行安全規定を理解し、順守して飛行している者
- 指導システムを良く理解していること
- 日本気球連盟のシステムを熟知し理解していること
- 安全委員会がインストラクターとしてふさわしいと認めること

### 熱気球試験官(イグザミナー)
試験官の資格である。取得するためには、以下の条件が必要。
- 過去四年以上引き続き日本気球連盟の会員であること
- 引き続き二年以上インストラクター資格を保持していること
- 同乗訓練飛行50回以上
- 単独訓練飛行の立ち会い1回以上
- 実技試験への推薦1回以上
- パイロット資格取得後、機長として異なった機体10機（AX-6以下、AX-7、AX-8以上を含む）以上の飛行経験を有すること
- パイロットログブック、トレーニングログブック、機体ログブックの意味を正しく理解し、これらを正しく作成、保管し実践している者
- 日本気球連盟の自由飛行安全規定，係留飛行安全規定、指導システム，航空法を順守して飛行している者
- インストラクター2名の推薦があること
- 日本気球連盟のシステムを熟知し理解していること
- 安全委員会がイグザミナーとしてふさわしいと認めた者

### インスペクター
新規機体登録時および機体登録更新時に気球の検査を行う者の資格である。取得するためには、以下の条件が必要。
- 日本気球連盟の熱気球操縦士技能証を保持していること
- 75時間以上の飛行
- 異なった機体で10機以上の飛行
- インスペクター1名の推薦があること
- 気球の構造、設計、製作に関して豊富な知識があること
- 有人熱気球耐空性審査基準、機体ログ、機体登録制度を正しく理解し、実践していること
- 日本気球連盟のシステムを熟知し理解していること
- 安全委員会がインスペクターとしてふさわしいと認めたこと

## 準備から離陸までの要領
気球の準備から飛行･回収までは、おおむね以下の要領で実施される。
- 使用する各機材の点検と確認
- 運搬車両（チェイスカー）への機材積込
- 風船を放ち、風向･風速の確認と立ち上げ位置･方向を決定する
- 荷卸
- ゴンドラとロードフレーム（バーナー）の連結
- ゴンドラへのシリンダーの固定と、シリンダーとバーナーの連結およびガス漏れの確認、消火器の確認
- バーナーへ点火し動作確認およびガス漏れの確認をした後消火し、ゴンドラを横転させる
- 球皮保護のためグラウンドシートを敷き、その上に球皮を展開する
- 球皮とロードフレームの連結
- 計器類および無線の動作確認
- 球皮の口を広げインフレーターで送気する
  - 　球皮下部の左右をクルーが開口するように保持している。
- パラシュートの確認と固定
- 頂部（クラウン）にあるクラウンリングから伸びるクラウン・ロープを保持し、球皮の方向や位置を制御する
- クイックリリースなどを用いて、重りと気球を連結しておく
- 着火しバーナーで熱気を送り込む
  - 　バーナーによる熱気送出時には、開口部を保持しているクルーが熱気で火傷をしたり球皮を燃やさないよう、細心の注意が求められる。
- 浮力が付き気球が自立する
- 安定するまで離陸しない程度に熱気を送り込む
- 計器類の積込を行い、パイロット以外が搭乗する
- 風向きと上方の確認の後、離陸する
- バーナーとリップで高度を調整しながら飛行する
- 地上クルーはチェイスカーで気球を追走する
- 着陸可能な場所を選定し、高度を下げ着陸する
- 必要であれば乗員の交代やシリンダーの交換を行い再度離陸する
- 飛行を終了する場合、乗員と機材を回収する
- 使用したシリンダーへのガスの充填および機材の点検･修繕

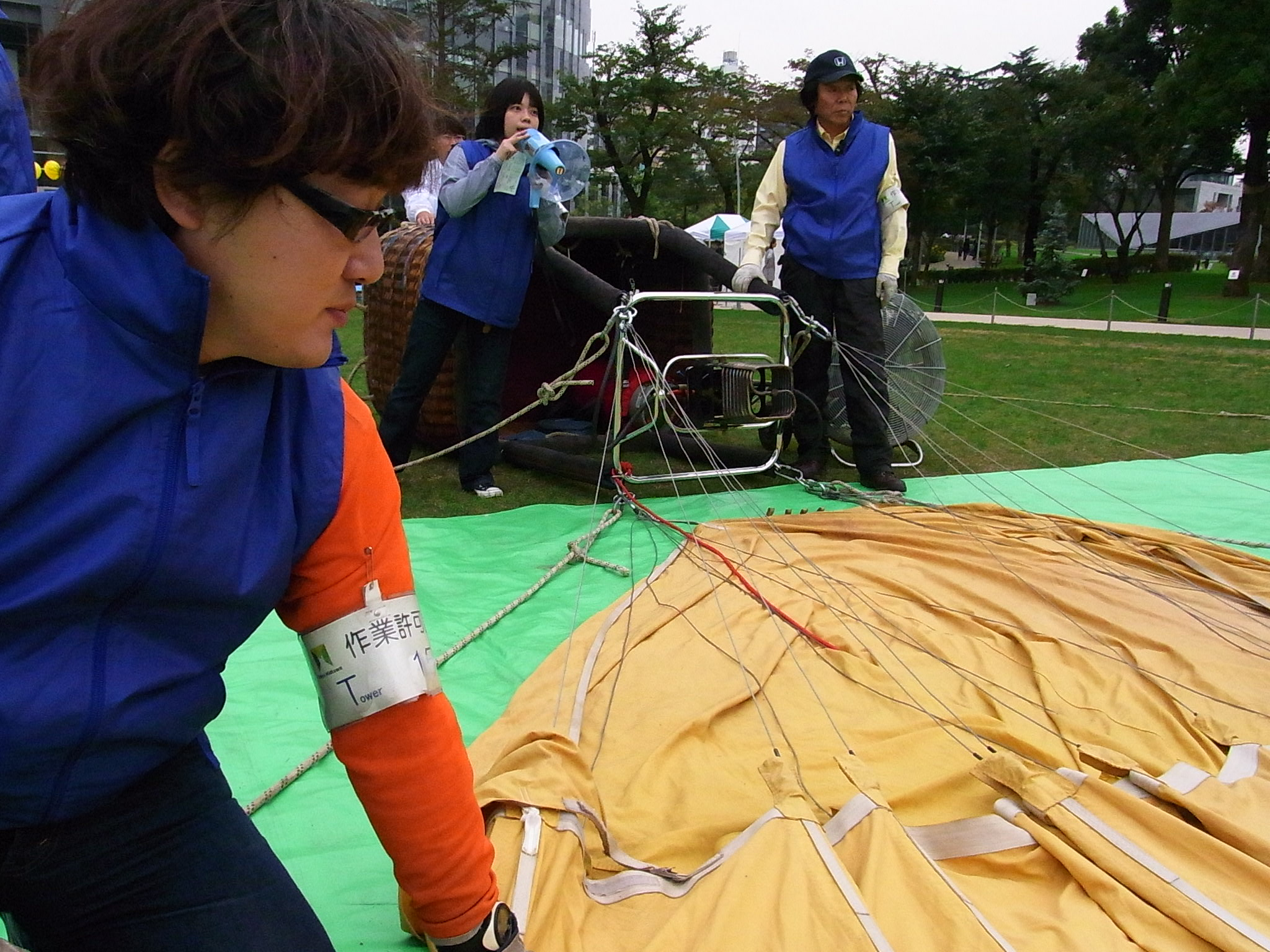
Tokyo Midtown DESIGN TOUCHIでの熱気球、球皮を広げる（2009年10月24日撮影）
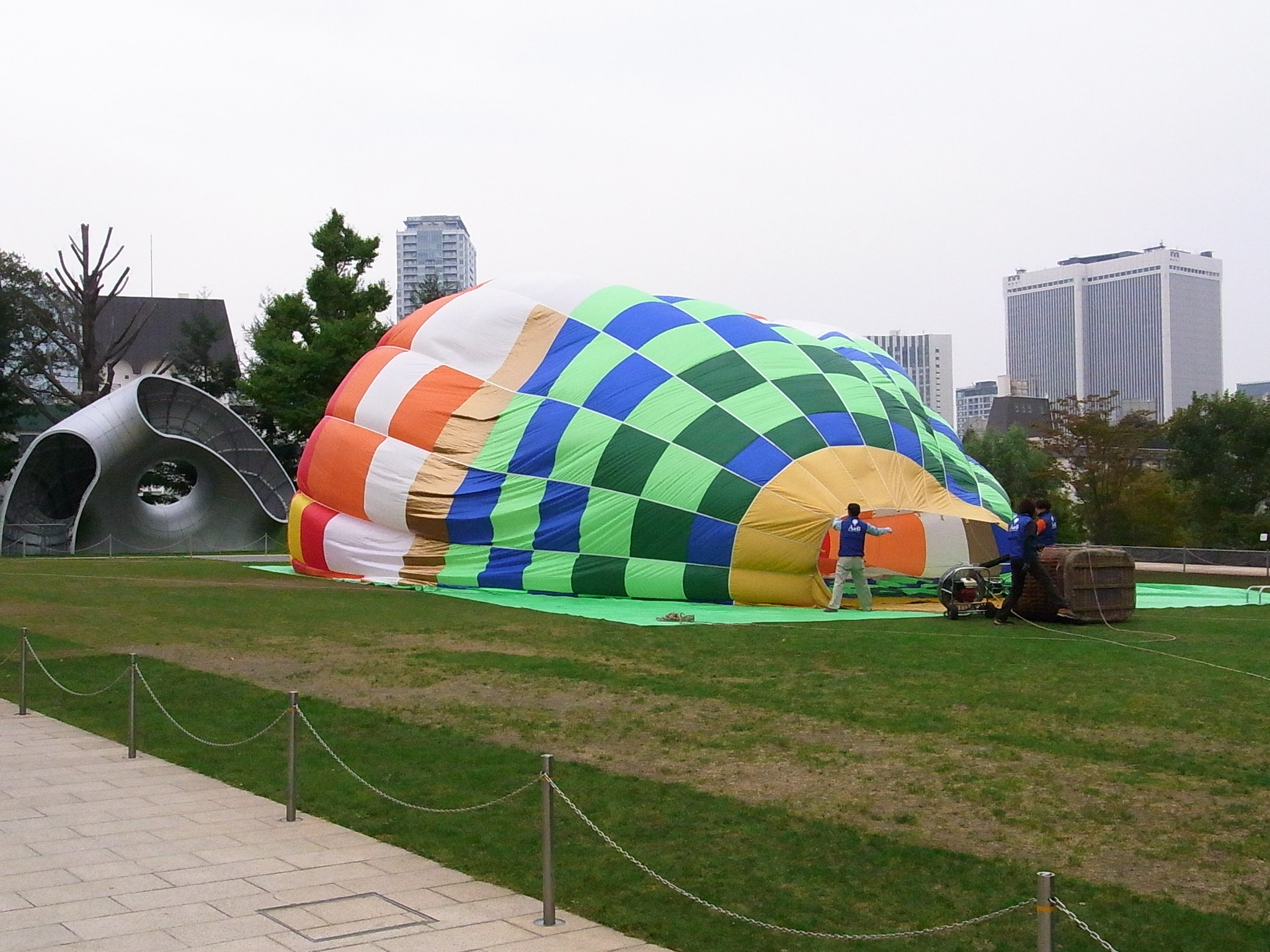
同左、インフレーターで空気を球皮内に送る（2009年10月24日撮影）
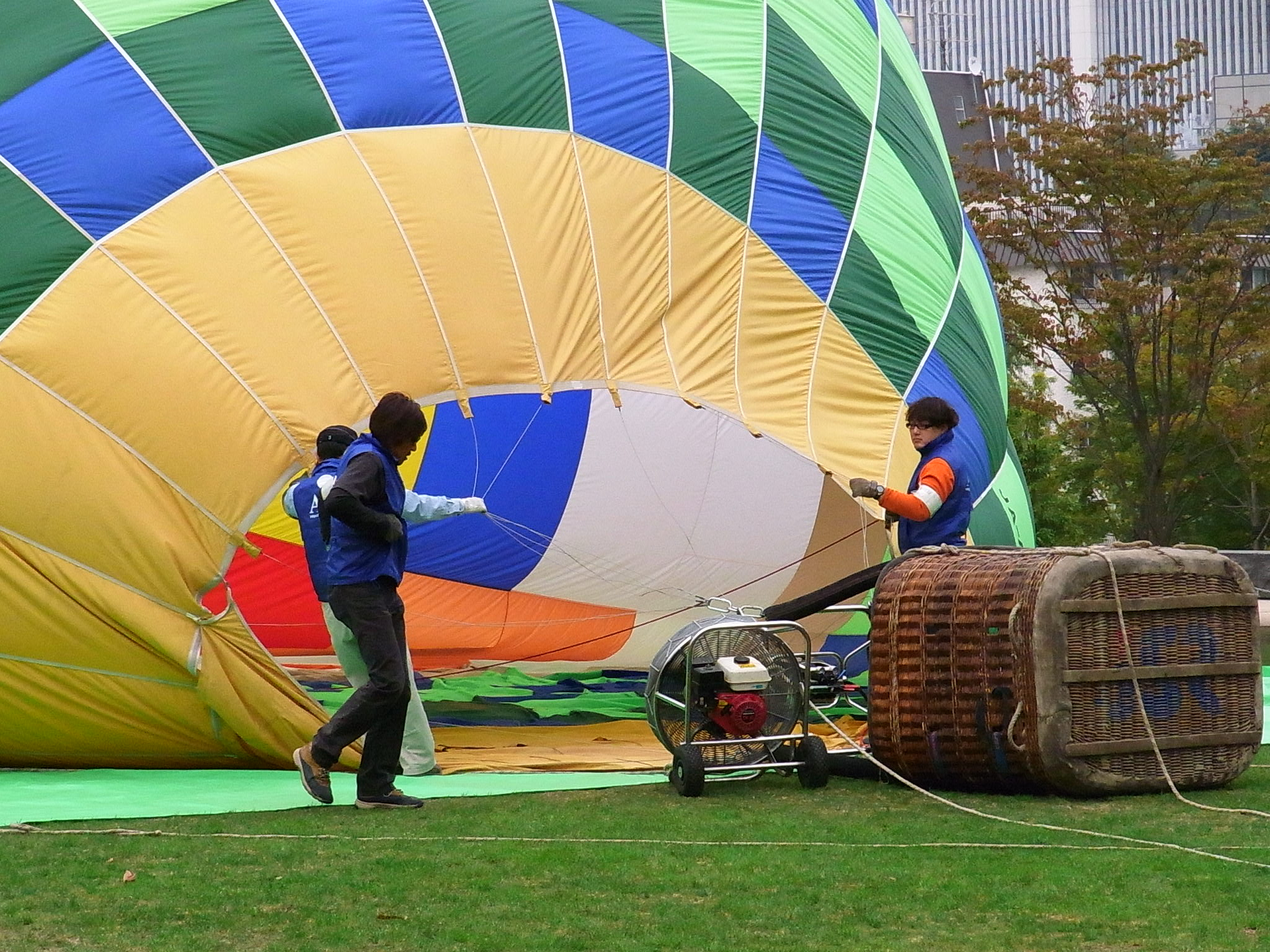
同左、ある程度球皮内に空間ができたところで、バーナーで熱気を送り球皮を膨らませる（2009年10月24日撮影）
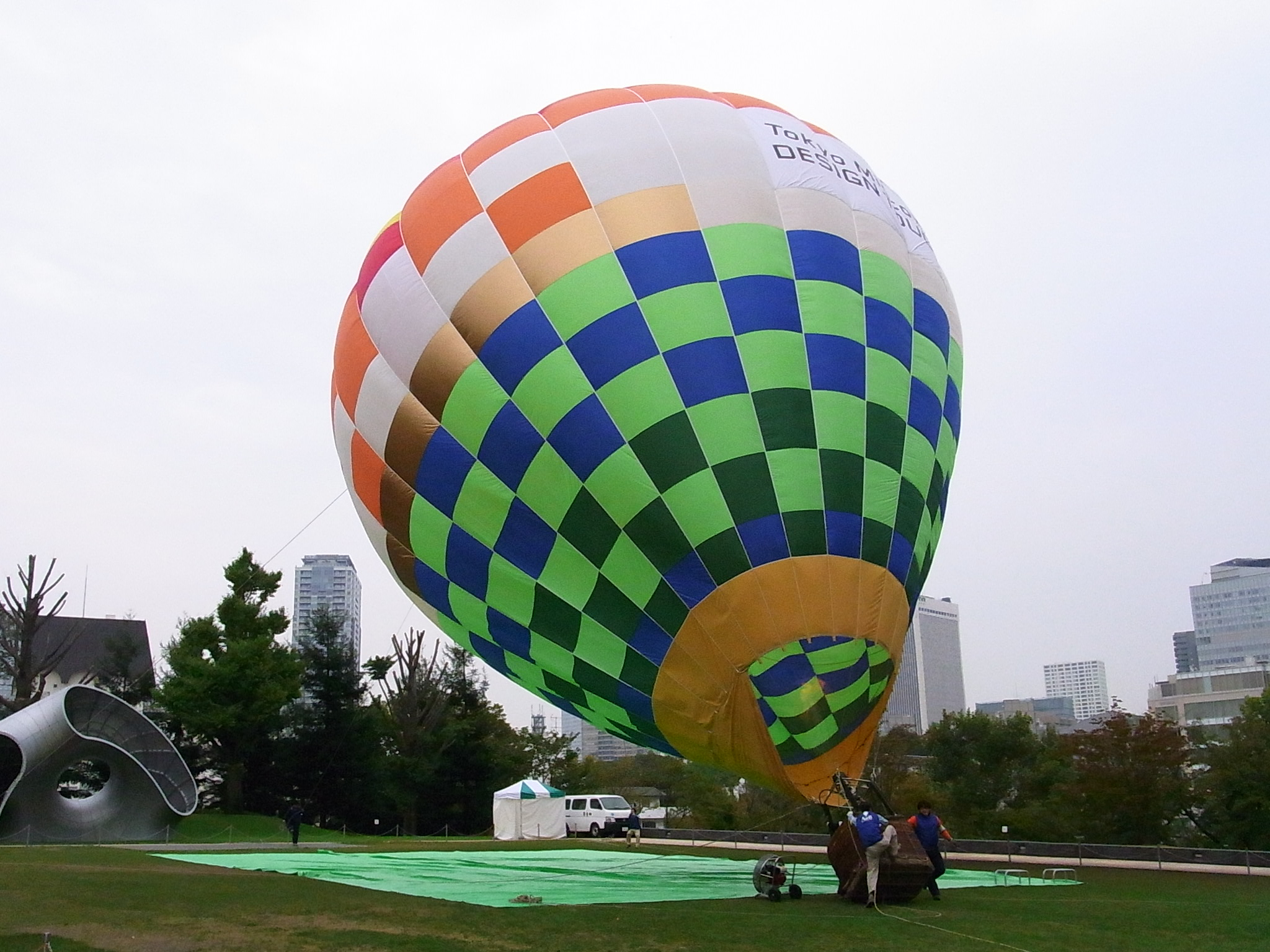
同左、熱気による浮力で気球が立ち上がる（2009年10月24日撮影）
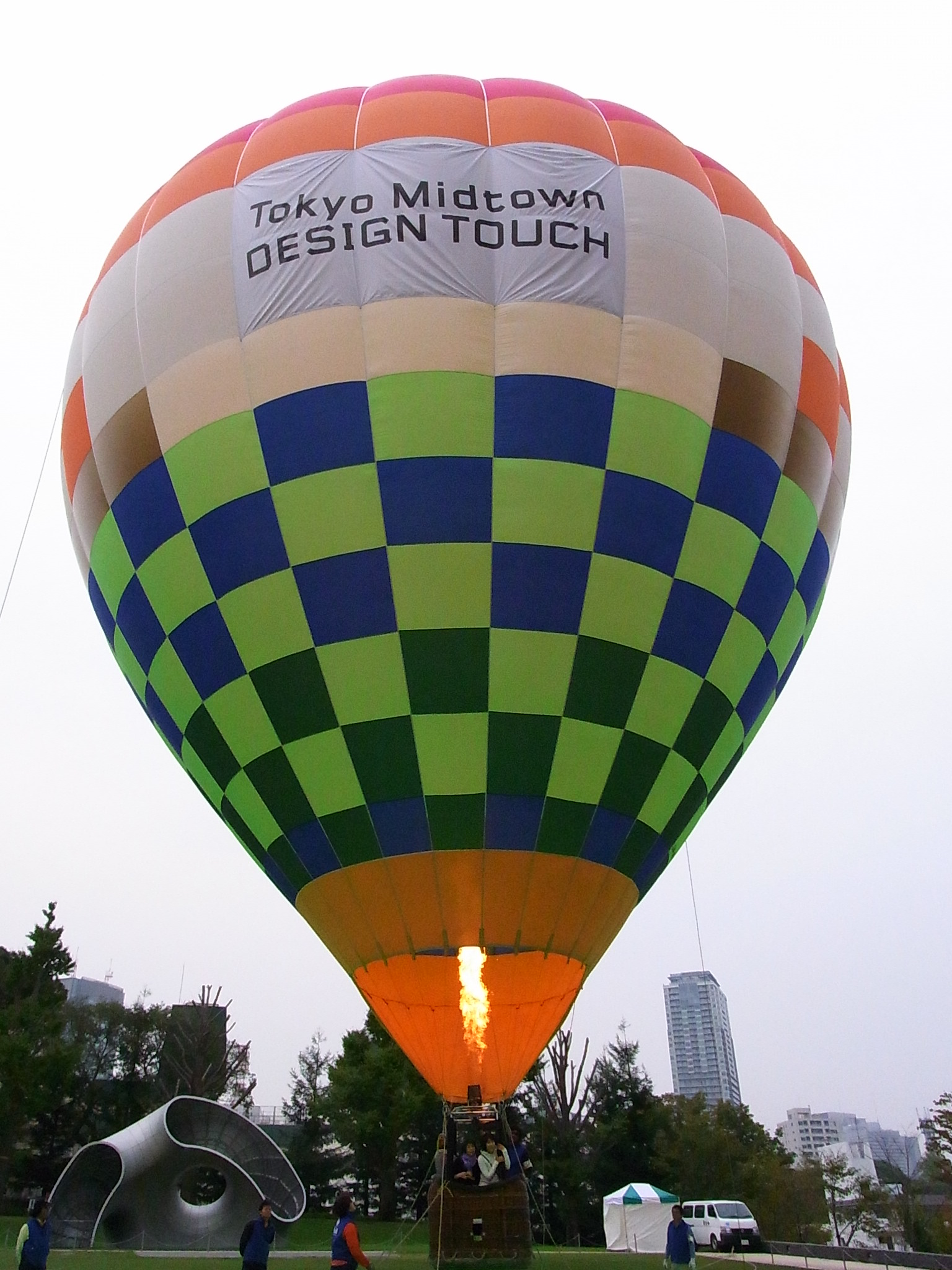
同左、十分に熱気を送り込んだ後、パイロット以外の乗員がゴンドラに乗り込む（2009年10月24日撮影）
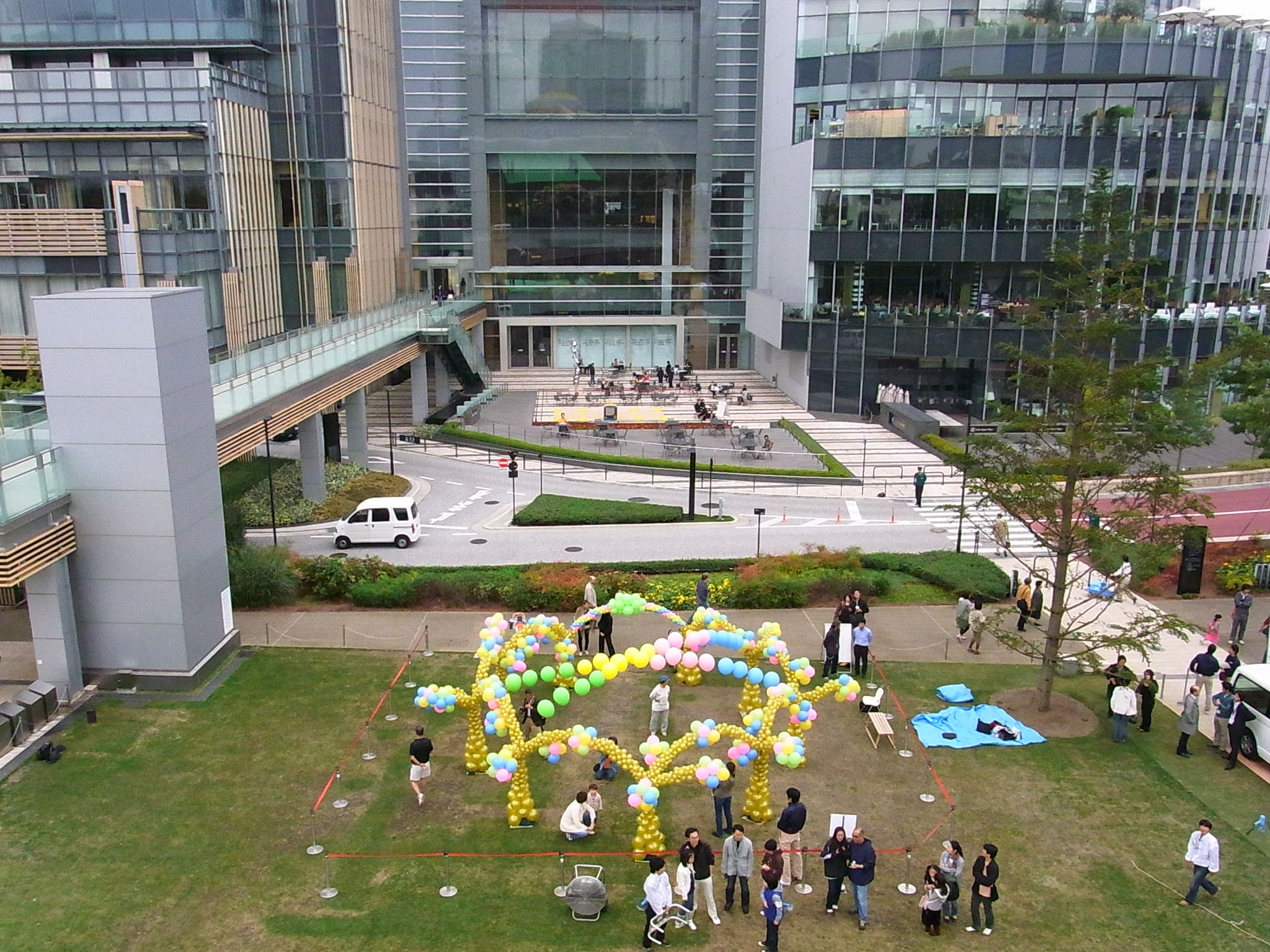
同左、気球が上昇、下を見下ろす（2009年10月24日撮影）

## 日本での大会

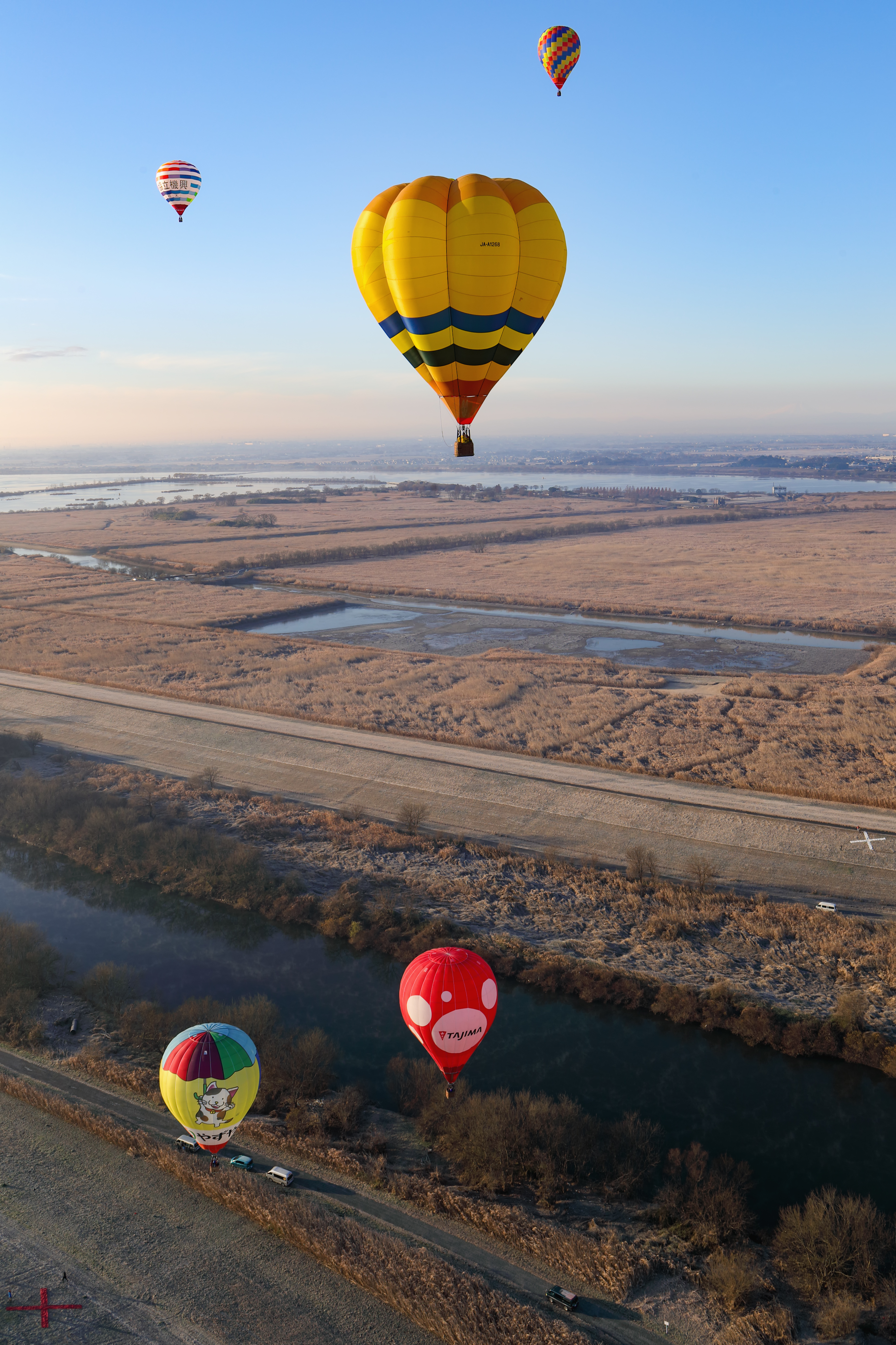
渡良瀬カップ「12月の風」

「熱気球競技」を参照

## 航空法
日本国内では航空法に基づき、気球を飛行・浮遊させる空域によっては、飛行・浮遊させる事が禁止される場合、または飛行・浮遊させる場合に事前に国土交通大臣への届出が必要な場合がある。

## 事故
事故は度々発生している。原因は様々であり、飛行中だけではなく飛行前の死亡事故の他、着陸時の風による事故も発生している。
- 1989年オーストラリアにて、熱気球同士の衝突事故により13人が死亡[4]。
- 1993年アメリカ・コロラド州にて、飛行中の気球のワイヤが切れてゴンドラが落下。乗っていた6人全員が死亡。
- 2011年ニュージーランドにて、着陸時に送電線に接触し炎上、操縦士1人および乗客10人の全員が死亡。
- 2013年2月26日エジプトにて、飛行中に火災が起こり墜落し、19名が死亡（ルクソール熱気球墜落事故）。
- 2013年8月23日スロベニアにて、強風で制御を失った気球が木に引っかかり炎上、6人が死亡。
- 2013年5月20日トルコ、カッパドキア中部にて、観光用の気球が他の気球に衝突して墜落、25人が死傷。

他、建造物に引っかかったり衝突したりする事故なども発生している。

### 気球に関する統括団体など
- 日本気球連盟
- 日本航空協会
- World Air Sports Federation | Fédération Aéronautique Internationale World Air Sports Federation （英語）

### 主な熱気球関連団体
- 熱気球ホンダグランプリ
- Air-B 特定非営利活動法人熱気球運営機構
- 佐賀熱気球パイロット協会